# كشفرود
حوض كشفرود هو موقع أثري في إيران، معروف بقطع أثرية من العصر الحجري القديم السفلى تم جمعها هناك ؛ هذه هي أقدم دليل معروف على الاحتلال البشري لإيران.

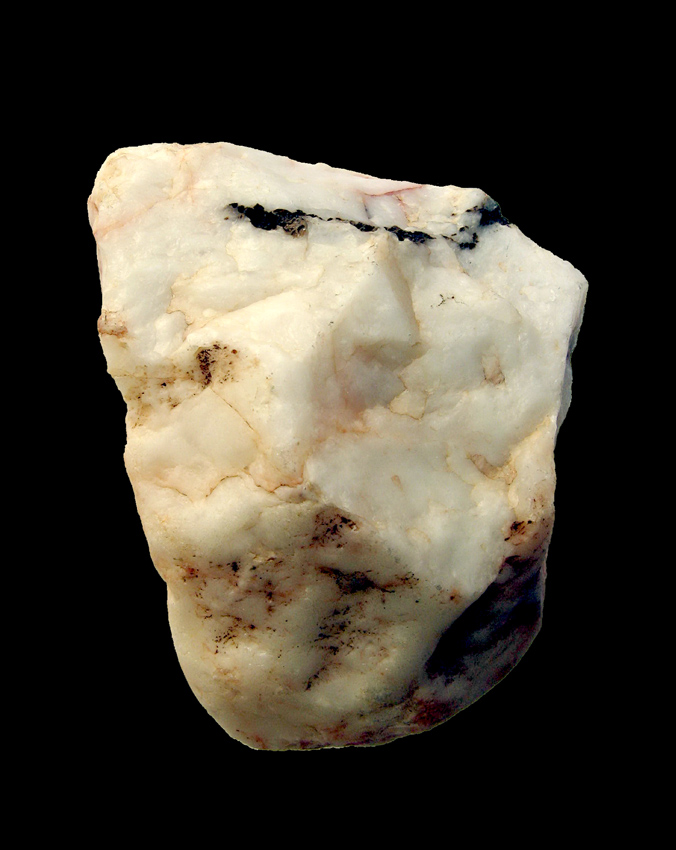
قاطعة، كشفرود، إيران، العصر الحجري القديم السفلي، المتحف الوطني الإيراني

## استكشاف
تشمل منطقة كشفرود مجموعة من المواقع التي تقع على بعد 35 كم إلى 85 كم جنوب شرق مشهد، بالقرب من نهر كشفرود. أجرى الجيولوجي الفرنسي كلود تيبو، بالتعاون مع الجيولوجي الإيراني علي أريائي، مسوحات في حوض كشفرود شرق مشهد في 1974-1975، جُمع خلالها 80 قطعة أثرية حجرية من سبع مناطق مفتوحة.
عُثر على أكبر هذه المجموعات بالقرب من قرية آبروان ومجموعات كبيرة أخرى في چاهک و بغبغو به. حدد المسح ثلاث وحدات طميية رئيسية تُنسب تقريبًا إلى العصر الجليدي السفلي والأوسط والعلوي. تُعزى العديد من النتائج إلى طبقة الحصى السفلى من العصر البليستوسيني التي ترسي على طبقة سميكة من الرمال. نشر تيبو في مقال نتائج دراسة أولية للقطع الأثرية الحجرية وسياقها الجيولوجي في عام 1977.
أُرسلت المجموعة المكتشفة إلى المتحف الوطني الإيراني بعد الفحص. نُقلت المجموعة إلى قسم العصر الحجري القديم بالمتحف في أوائل العقد الأول من القرن الحادي والعشرين وأعاد فريدون بيغلاري فحصها. كشفت إعادة تحليله للمجموعة أن بعض العينات عبارة عن شظايا كوارتز مكسورة بشكل طبيعي. لكن معظم العينات من صنع الإنسان وتشمل نواة-قاطعة ورقائق بسيطة وأدوات مثل الكاشطات والشقوق والحفارات.

## السياق الزمني
على أساس سياقاتها الجيولوجية، فإن هذه المجموعة عمرها أكثر من 800000 عام. وبالتالي، فإن كشفر رود هي واحدة من أقدم المستوطنات البشرية في إيران. عُرض عدد من الأدوات الحجرية التي اكتشفها كشفرود في قاعة العصر الحجري القديم في المتحف الوطني الإيراني. انظر .
هناك بعض المجموعات من القطع الأثرية البسيطة الأساسية والحجرية التي جمعها كلود تيبو في 1974-1975. الأدوات تشبه الألدوانية وهي مصنوعة بشكل أساسي من الكوارتز . اقترح تيبو عصرًا من العصر البليستوسيني السفلي (منذ أكثر من 800000 عام) لهذه المناطق. أُعيد تحليل المجموعات الحجرية في المتحف الوطني لإيران ونشرت النتائج في تجميع عام حول العصر الحجري القديم السفلي الإيراني (انظر: Biglari and Shidrang 2006)